# 系統設計
系統設計是指人們設計一個系統的過程，其中包括設計系統架構、組成部件以及每件組成部件的功能，目的是要確保系統能夠實際運行，而且系統還必須符合终端用户的要求。